# Systellantha fruticosa
Systellantha fruticosa là một loài thực vật có hoa trong họ Anh thảo. Loài này được (B.C. Stone) B.C. Stone miêu tả khoa học đầu tiên năm 1992.